# Liste der Naturdenkmale in Melsungen
Die Liste der Naturdenkmale in Melsungen nennt die im Gebiet der Stadt Melsungen im Schwalm-Eder-Kreis in Hessen gelegenen Naturdenkmale.
| Bild                          | Bezeichnung            | Ortsteil, Lage                                         | Beschreibung                       | Art              | Nr.     |
| ----------------------------- | ---------------------- | ------------------------------------------------------ | ---------------------------------- | ---------------- | ------- |
| Fotos hochladen               | 1 Linde                | Melsungen, Hospitalstraße 51° 7′ 40″ N, 9° 32′ 32,9″ O |                                    | Linde            | 634.250 |
| Fotos hochladen               | Linde mit 2 Hainbuchen | Melsungen 51° 8′ 29″ N, 9° 31′ 57,4″ O                 | auf der Höhe des Kesselberges      | Linde, Hainbuche | 634.251 |
| BW                            | 1 Eiche                | Obermelsungen 51° 6′ 57,1″ N, 9° 31′ 57,4″ O           | am Ortsausgang Richtung Malsfeld   | Eiche            | 634.262 |
| mehr Fotos \| Fotos hochladen | 1 Linde (Dorflinde)    | Schwarzenberg 51° 8′ 55″ N, 9° 33′ 48,4″ O             | Dorfmitte                          | Linde            | 634.266 |
| BW                            | 1 Huteeiche            | Melsungen 51° 8′ 3,3″ N, 9° 33′ 35,4″ O                | oberhalb der ostdeutschen Siedlung | Eiche            | 634.268 |
| BW                            | Eichengruppe           | Melsungen 51° 8′ 3,3″ N, 9° 33′ 41″ O                  | oberhalb der ostdeutschen Siedlung | Eiche            | 634.269 |

## Belege
1. ↑  Anlage: Tabelle 3 - Naturdenkmale im Schwalm-Eder-Kreis. (PDF; 7,45 MB) der 2. Verordnung zur Änderung der Verordnung zum Schutze der Naturdenkmale im Schwalm-Eder-Kreis vom 28. 04. 1986, zuletzt geändert durch Verordnung vom 8. Mai 2007. Der Kreisausschuss des Schwalm-Eder-Kreises, 17. Dezember 2008, S. 30, abgerufen am 7. Februar 2017.

- Karte mit allen Koordinaten:
- OSM |
- WikiMap